# Alfons av Poitou

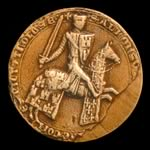
Alfons av Poitou

Alfons av Frankrike, greve av Poitou, född 11 november 1220, död 21 augusti 1271, var en fransk prins, greve av Poitou och genom äktenskap regerande greve (som Alfons II) av Toulouse.
Alfons var son till Ludvig VIII av Frankrike och Blanche av Kastilien. I enlighet med freden i Paris 1229 skulle Alfons gifta sig med Raimond VII av Toulouse dotter och tronarvinge Johanna, vilket också skedde 1237. År 1249 besteg Johanna tronen i Toulouse, och Alfons blev hennes medregent. Alfons deltog i det sjunde korståget och senare även i det åttonde korståget.